# Pectinaster filholi
Pectinaster filholi är en sjöstjärneart som beskrevs av Perrier 1885. Pectinaster filholi ingår i släktet Pectinaster och familjen nålsjöstjärnor.

## Underarter
Arten delas in i följande underarter:
- P. f. echinatus
- P. f. filholi